# Salomena Polská
Blahoslavená Salomena Polská (polsky Salomea 1211/1212?, Krakov – 17. listopadu 1268, Gmina Skała) byla haličská královna z dynastie Piastovců. Jako vdova vstoupila do kláštera klarisek a v 17. století byla blahořečena.

## Život
Narodila se jako jediná dcera Leška Bílého a Grzymislawy z Lucku a již roku 1214 byla provdána za Kolomana, mladšího syna otcova soupeře o ovládnutí Haliče, uherského krále Ondřeje II.
| „                                                            | Nesluší se, aby v Haliči vládl bojar. Provdej mou dceru za svého syna Kolomana a dej mu vládu v Haliči... | “ |
| — Lešek Bílý králi Ondřejovi II. (Haličsko-volyňský letopis) | |   |

Sňatek měl potvrdit mír v oblasti. Král Ondřej zanedlouho odebral Leškovi Bílému svěřená území a ten se spojil s novgorodským Mstislavem a společně napadli Halič. Roku 1219 se Mstislavovi dokonce podařilo Kolomana i se Salomenou zajmout a jejich svoboda byla vykoupena sňatkem Kolomanova bratra Ondřeje s Helenou. Halič byla předána mladému Ondřejovi jako Mstislavovu zeti.
Koloman se i se ženou po ztrátě Haliče vrátil do Uher, kde mu otec svěřil vládu Slavonie, Chorvatska a Dalmácie. Na jaře 1241 se Koloman vyznamenal v bitvě na řece Sajó. Byl jedním z mála účastníků bitvy, kteří kladli tatarským nájezdníkům tuhý odpor, což se mu stalo osudným. Na těžká zranění utržená v bitvě zemřel. Salomena se poté vrátila do Polska, na dvůr svého bratra Boleslava. Roku 1245 vstoupila do kláštera klarisek v Sandoměři a zemřela jako řádová sestra roku 1268. Roku 1672 se dočkala blahořečení.

## Odkazy

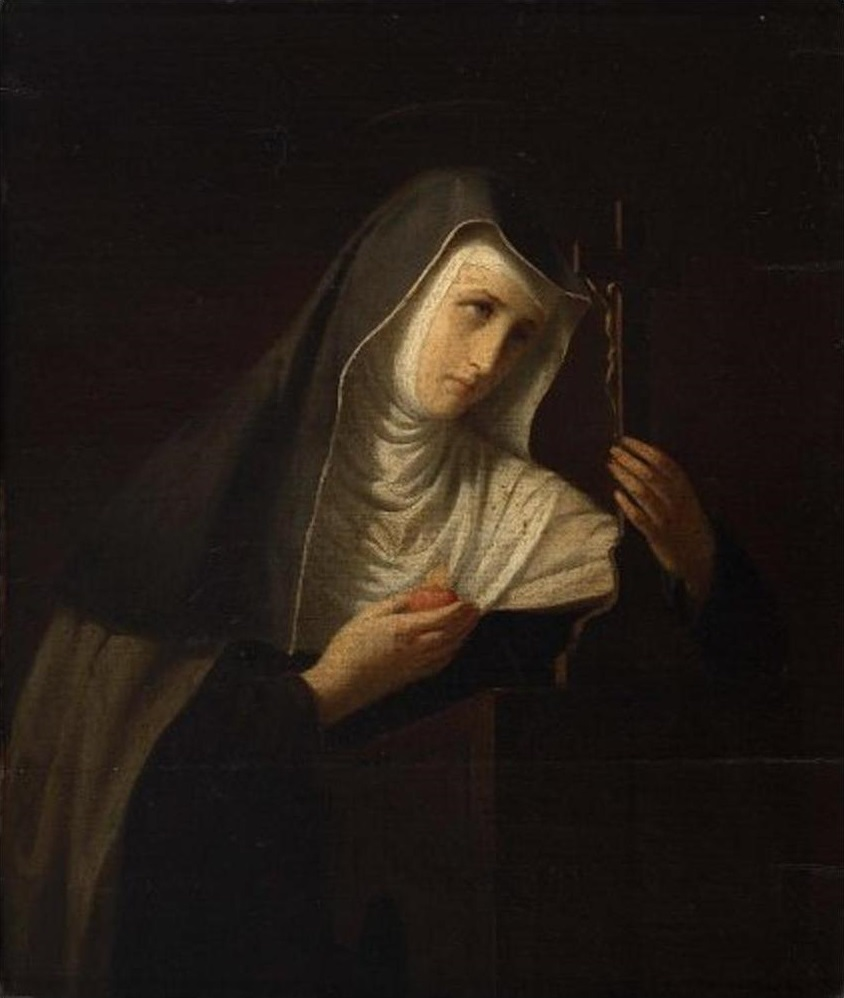
Obraz

### Reference

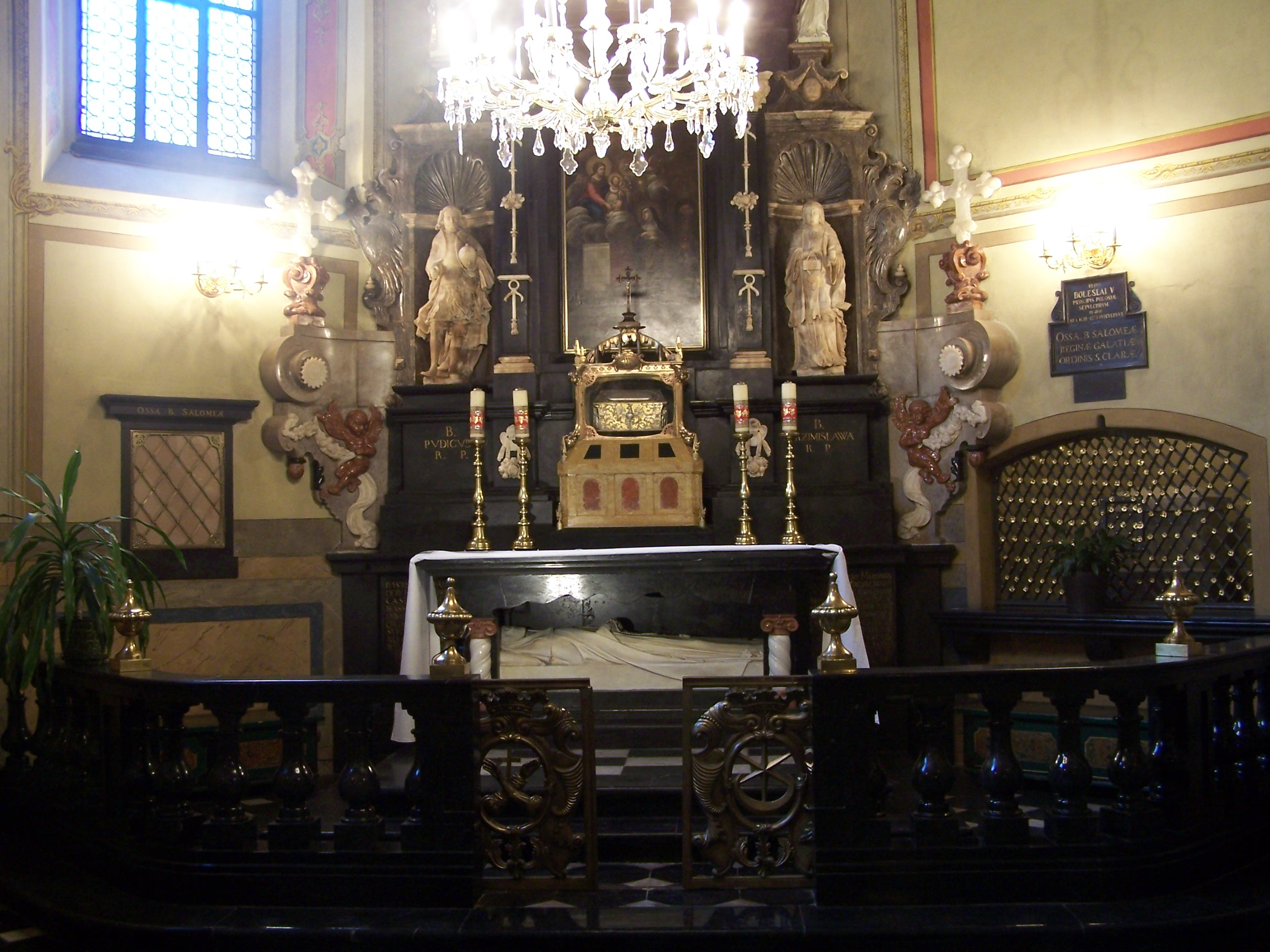
Boční kaple bl. Salomeny Polské v kostele sv. Františka z Assisi v Krakově s jejím hrobem